# 因克維爾
因克維爾是瑞士的城鎮，位於該國中西部，由伯恩州負責管轄，面積3.36平方公里，一半土地是農業用地，海拔高度464米，2011年人口636，人口密度每平方公里189人。